# Mamady Doumbouya
Mamady Doumbouya é um político guineense que é presidente da Guiné desde 5 de setembro de 2021. Foi o coronel que liderou o golpe de Estado de 2021. É membro do Grupo de Forças Especiais e ex-legionário francês. Durante o golpe, Doumbouya divulgou uma transmissão na televisão estatal declarando que sua facção havia dissolvido o governo e a Constituição.                                                                 
Em fevereiro de 2024, ele e a junta governante anunciaram que o atual governo comandado pela junta que estava no poder desde julho de 2022, seria dissolvido e os assuntos do governo e a gestão seriam proviciados pelo secretários e diretores de gabinete até a chegada de um novo governo.

## Vida pregressa
Doumbouya nasceu na região de Kankan, na Guiné. Ele é de origem Mandinka.

## Carreira militar
Doumbouya era um legionário francês que ocupou o posto de cabo antes de retornar à Guiné para liderar o Grupo de Forças Especiais, uma unidade militar de elite criada por Alpha Condé. Quando assumiu o cargo, sendo promovido ao posto de comandante de batalhão, foi citada sua experiência internacional, incluindo o treinamento realizado em diversos países.   Ele foi promovido a tenente-coronel em 2019 e a coronel em 2020. Em 2021, teria buscado mais autoridade para o Grupo de Forças Especiais.